# أنيبال ترابيني
أنيبال ترابيني (بالإسبانية: Aníbal Tarabini) مواليد 4 أغسطس 1941 في لابلاتا، كان لاعب كرة قدم أرجنتيني كان يلعب كمهاجم. سبق له أن لعب في كأس العالم لكرة القدم مع منتخب بلاده.

## المسيرة الاحترافية

### أندية لعب لها
- إستوديانتيس دي لا بلاتا
- إنديبندينتي
- بوكا جونيورز
- نادي موناكو

## روابط خارجية
- أنيبال ترابيني على موقع الاتحاد الدولي (مؤرشف)  (الإنجليزية)
- أنيبال ترابيني على موقع قاعدة بيانات كرة القدم.إي يو (الإنجليزية)
- أنيبال ترابيني على موقع ناشيونال فوتبول تيمز (الإنجليزية)
- أنيبال ترابيني على موقع عالم كرة القدم.نت (الإنجليزية)